# Єрьомін Дмитро Володимирович
Дмитро Володимирович Єрьомін (нар.. 19 квітня 1969, Челябінськ) — російський бізнесмен, політик, громадський діяч . Депутат Державної Думи Федеральних Зборів Російської Федерації четвертого скликання по Калінінському одномандатному виборчому округу. Голова Челябінського регіонального відділення Загальноросійської громадської організації «Асоціація юристів Росії» . Кандидат юридичних наук. Голова Ради директорів Групи компаній «Російське молоко» .

## Життєпис
Дмитро Єрьомін народився 19 квітня 1969 року в Челябінську. В юнацькі роки серйозно займався спортом. До сімнадцяти років уже мав два титули чемпіона Росії з баскетболу. Грав в челябінському баскетбольному клубі «Динамо». У 1987—1989 рр. Проходив службу в армії. Закінчив Челябінську академію фізичної культури, потім — Челябінський державний університет. Кандидат юридичних наук (захистив кандидатську дисертацію в 2005 році).

## Кар'єра
Перший запис у трудовій книжці Єрьоміна — директор спортивного клубу «Моноліт».
Пішовши зі спорту, зайнявся ресторанним і готельним бізнесом.
У 2000 році став генеральним директором Челябінського міського молочного комбінату, який тоді перебував у стані банкрутства. Налагодивши роботу комбінату, зайнявся розширенням виробництва і створив холдинг «Група компаній» Російське молоко «(ГК» РосМол "), до якого увійшли підприємства з Челябінської, Свердловської областей і Башкортостану. Нині очолює Раду директорів ГК «РосМол».

## Політична та громадська діяльність
У грудні 2005 році обраний депутатом Державної Думи по Калінінському виборчому округу. Був заступником голови Комітету Державної Думи Ради Федерації РФ з цивільного, кримінального, арбітражного і процесуального законодавства.
Брав участь у виборах до Держдуми п'ятого скликання.
У 2007 році очолив Челябінське регіональне відділення Загальноросійської громадської організації «Асоціація юристів Росії».
У 2014 році був нагороджений подякою Президента РФ Володимира Путіна . Також має нагороди Державної Думи РФ, Асоціації юристів Росії. У 2017 році був удостоєний нагороди «Юрист року» в номінації «Правова просвіта та виховання»
Коротка біографія Д. В. Єрьоміна. .
Одружений, виховує дітей.